# 리고베르타 멘추
리고베르타 멘추(Rigoberta Menchú Tum, 1959년 1월 9일 ~ )는 과테말라 키체 주 치멜 출생의 과테말라인으로, 마야의 후손인 마야-키체 족 혈통이다.
과테말라 내전 기간 동안 과테말라 토착민들의 어려움을 알리는 데 일생 동안 매진했으며, 또한 과테말라내 토착민들의 인권과 권리 향상을 위하여 노력하였다. 1992년에 노벨 평화상을 수상하였고, 1998년에는 스페인의 아스투리아스 공상을 수상하였다.
그녀는 또한 유엔 친선대사이며, 2007년 2월에는 과테말라에서 토착민 정당인 WINAQ을 창당하고 좌파정당인 Encuentro por Guatemala와 선거연합을 결성하여 2007년 대선에서 라틴 아메리카에서 4번째 토착민 출신 대통령이 탄생될 것인가 관심을 모았으나, 득표율은 3% 전후에 그쳐 실패했다. 그녀는 스페인어 다음으로 과테말라에서 가장 널리 사용되는 마야-키체어의 화자이며, 이 말을 쓰는 사람 가운데 가장 유명하고 영향력 있는 사람이기도 하다.

## 같이 보기
- 여자 노벨상 수상자 목록